# Џорџ Робертсон
Џорџ Робертсон (енгл. George Robertson; Порт Елен, 12. април 1946) је британски политичар и 10. генерални секретар НАТО-а, између октобра 1999. и почетка јануара 2004. године, а на тој позицији је наследио Хавијера Солану.

## Детињство и младост
Рођен је у Порт Илену, као син полицајца. Ишао је у Данун гимназију, а касније и на Универзитету Данун где је диплимирао 1968. године. Кад је имао 15 година учествовао је у протестима против америчких нуклеарних подморница које су пристајале у Уједињеном Краљевству. Оженио се са Сандром Валас 1. јуна 1970. године. Родитељи су троје деце: Малколма, Мартина и Рејчел.